# Renan de Souza
Renan de Souza é um jornalista, escritor e analista de política internacional brasileiro. Reconhecido por seu trabalho na cobertura de temas globais, direitos humanos, política e relações internacionais, é uma das vozes mais influentes do jornalismo no Brasil. Em 2020, foi incluído na prestigiada lista das 100 personalidades negras mais influentes do mundo com menos de 40 anos, organizada pelas Nações Unidas por meio da fundação MIPAD (Most Influential People of African Descent).

## Carreira
Renan iniciou sua trajetória no jornalismo passando por importantes veículos brasileiros como o SBT e a CNN Brasil, onde atuou como repórter, editor e apresentador. Na CNN, destacou-se pela cobertura de assuntos internacionais e transmissões ao vivo, como durante o início do conflito na Ucrânia, em que ficou ao vivo por mais de oito horas ao lado da jornalista Muriel Porfiro.
No SBT, Renan foi o produtor responsável por uma cobertura exclusiva sobre o atentado à boate Pulse, em Orlando, nos Estados Unidos, quando o canal revelou, em primeira mão, a motivação do atirador. A reportagem teve repercussão internacional.
Em junho de 2022, anunciou sua saída da CNN Brasil alegando o desejo de buscar “novas experiências”. Pouco depois, revelou ter sido vítima de racismo durante sua passagem pela emissora, o que resultou em um processo judicial. Em 2024, a Justiça condenou a CNN Brasil ao pagamento de indenização por danos morais.
No mesmo ano, Renan foi contratado como âncora da CNBC Brasil, ao lado do também jornalista Rafael Ihara.

## Reconhecimentos
Em 2020, Renan foi homenageado pela Organização das Nações Unidas, figurando entre as 100 personalidades negras mais influentes do mundo com menos de 40 anos.
Renan também foi o mais jovem da história a receber o prêmio Enrique Tomás Cresto, outorgado pelo Senado da Argentina, em reconhecimento à sua contribuição para o desenvolvimento econômico e social da América Latina.
Recebeu ainda o prêmio TV Co-op para jornalistas, concedido pelo Departamento de Estado dos Estados Unidos e também foi homenageado pela Comissão Europeia de Turismo.

## Obras
Renan é autor do livro Empresas militares privadas e a terceirização da guerra: Reexaminando a lógica política rumo à paz (Editora CRV). A obra foi publicada também em inglês (Private Military Companies and the Outsourcing of War: Re-examining the Political Rationale Towards Peace) e em espanhol (Empresas Militares Privadas y la Externalización de la Guerra: Reexaminando el Razonamiento Político hacia la Paz). O prefácio foi escrito por Óscar Arias Sánchez, ex-presidente da Costa Rica e vencedor do Prêmio Nobel da Paz de 1987.

## Formação acadêmica
Renan é natural de Santo André, São Paulo. Estudou Jornalismo na Universidade Metodista de São Paulo. Especializou-se em Relações Internacionais pela FAAP. É mestre em Relações Internacionais e Política pela Goldsmiths, University of London, tendo sido bolsista do programa Chevening, financiado pelo governo do Reino Unido.

## Participações internacionais
Em 2015, Renan representou o Brasil no primeiro BRICS da Juventude, realizado em Kazan, na Rússia, evento voltado à cooperação entre jovens dos países membros do bloco.